# Rebuild of Evangelion
Rebuild of Evangelion (literalment Reconstrucció d'Evangelion) és una saga de quatre pel·lícules de la sèrie d'anime Neon Genesis Evangelion anunciada per Gainax per setembre de 2007. Se'ls pot definir com un "reboot" cinematogràfic de la sèrie, adaptada al format cinematogràfic d'alt pressupost i amb novetats significatives, i no és per tant un remake. Els seus creadors l'han descrit com una via d'accés a la franquícia per a nous espectadors, i és un projecte autosuficient al marge de la sèrie original, tot i estar estretament relacionat amb la sèrie. L'objectiu d'això és captar a nous fans que no s'haguessin senit atrets per la sèrie original.
Al setembre de 2006, l'edició d'octubre de la revista japonesa d'animació Newtype, va anunciar que la nova sèrie de pel·lícules animades Rebuild of Evangelion comptaria amb quatre pel·lícules. Les tres primeres són una renarració de la sèrie de televisió (incloent noves escenes, personatges i històries secundàries), i la quarta serà un final completament nou de la història.
Hideaki Anno va escriure el guió de la primera pel·lícula i serà el director general i manager del projecte. Kazuya Tsurumaki s'encarregarà de la direcció de les pel·lícules, Yoshiyuki Sadamoto dels dissenys de personatges i Ikuto Yamashita dels dissenys de les EVAs; Shinji Higuchi va realitzar els storyboards pel primer film.
El primer film es va estrenar l'estiu del 2007, la segona es va estrenar el 27 de juny de 2009.
D'acord amb un conjunt de detalls presents en els dos llargmetratges ja estrenats, s'ha estudiat la possibilitat que la nova saga no fos un "reboot" de la sèrie, sinó en realitat una continuació de la qual la seva naturalesa encara no ha quedat explicada.
Les dues primeres pel·lícules han estat estrenades en català pel Canal 3XL.

## Títols
| Episodi                                | Títol en japonès                                             | Títol traduït                                               | Data d'estrena al Japó | Data d'estrena a Catalunya                                                           | Durada     |
| -------------------------------------- | ------------------------------------------------------------ | ----------------------------------------------------------- | ---------------------- | ------------------------------------------------------------------------------------ | ---------- |
| Evangelion: 1.0 You Are (Not) Alone    | ヱヴァンゲリヲン新劇場版:序 (Evangelion Shin Gekijōban: Jo)  | Evangelion Nova Edició Cinematogràfica: Principi            | 1 de setembre de 2007  | 13 de maig de 2011                                                                   | 98 minuts  |
| Evangelion: 2.0 You Can (Not) Advance  | ヱヴァンゲリヲン新劇場版:破 (Evangelion Shin Gekijōban: Ha)  | Evangelion Nova Edició Cinematogràfica: Meitat              | 27 de juny de 2009     | 20 de maig de 2011                                                                   | 108 minuts |
| Evangelion: 3.0 You Can (Not) Redo     | ヱヴァンゲリヲン新劇場版: Q (Evangelion Shin Gekijōban: Kyū) | Evangelion Nova Edició Cinematogràfica: Final - Acceleració | 17 de novembre de 2012 | 24 d'octubre de 2013                                                                 | 96 minuts  |
| Evangelion: 3.0+1.0 Thrice Upon a Time | シン・エヴァンゲリオン劇場版:𝄂 (Shin Evangerion Gekijōban:𝄂) | Evangelion Nova Edició Cinematogràfica: 𝄂                   | 8 de març de 2021      | 13 d'agost de 2021 (sense doblatge català) 19 de gener de 2023 (amb doblatge català) | 155 minuts |

El concepte de jo-ha-kyu (序 破 急), que corresponen aproximadament al "principi ", "meitat" i "fi", es va originar en el clàssic gagaku i és el més conegut per descriure els actes de teatre Noh. Per la tercera part, l'equip de producció ha triat per representar Kyū ("pressa") amb la lletra romana Q, d'"acceleració".
Els títols de la pel·lícula, a diferència de l'ortografia normal katakana utilitzada en la sèrie: Evangelion (エヴァンゲリオン, Evangelion), reemplaça els caràcters e (エ) i o (オ) per l'obsolet we (ヱ) i per l'infreqüent katakana  wo (ヲ), respectivament. El canvi és simplement estilístic, ja que no hi ha canvis en la pronunciació i totes les aparences de l'ortografia llatina d'"Evangelion" segueixen sent les mateixes.
Tal com es va fer amb els títols dels episodis de la sèrie original, cada pel·lícula té un títol original en japonès i un altre títol internacional en anglès triat per l'estudi japonès.